# آگسبورگ تاون هال
آگسبورگ تاون هال (انگلیسی: Augsburg Town Hall) ساختمان تاریخی ۷ طبقه مستقر در شهر آوگسبورگ، آلمان است، که در سال ۱۶۲۴ احداث گردید.